# Agrotis tephrias
Agrotis tephrias är en fjärilsart som beskrevs av Edward Meyrick 1899. Agrotis tephrias ingår i släktet Agrotis och familjen nattflyn. Inga underarter finns listade i Catalogue of Life.